# Lista över kvinnliga OS-medaljörer i kastgrenar

## Kula
| År   | Guld                 | Guld          | Silver                | Silver        | Brons               | Brons           |
| 1948 | Micheline Ostermeyer | Frankrike     | Amelia Piccinini      | Italien       | Ina Schäffer        | Österrike       |
| 1952 | Galina Zybina        | Sovjetunionen | Marianne Werner       | Tyskland      | Klavdia Totjonova   | Sovjetunionen   |
| 1956 | Tamara Tysjkevitj    | Sovjetunionen | Galina Zybina         | Sovjetunionen | Marianne Werner     | Tyskland        |
| 1960 | Tamara Press         | Sovjetunionen | Johanna Lüttge        | Tyskland      | Earlene Brown       | USA             |
| 1964 | Tamara Press         | Sovjetunionen | Renate Culmberger     | Tyskland      | Galina Zybina       | Sovjetunionen   |
| 1968 | Margitta Gummel      | Östtyskland   | Marita Lange          | Östtyskland   | Nadezjda Tjizjova   | Sovjetunionen   |
| 1972 | Nadezjda Tjizjova    | Sovjetunionen | Margitta Gummel       | Östtyskland   | Ivanka Hristova     | Bulgarien       |
| 1976 | Ivanka Hristova      | Bulgarien     | Nadezjda Tjizjova     | Sovjetunionen | Helena Fibingerová  | Tjeckoslovakien |
| 1980 | Ilona Slupianek      | Östtyskland   | Svetlana Kratjevskaja | Sovjetunionen | Margitta Pufe       | Östtyskland     |
| 1984 | Claudia Losch        | Västtyskland  | Mihaela Loghin        | Rumänien      | Gael Martin         | Australien      |
| 1988 | Natalya Lisovskaya   | Sovjetunionen | Kathrin Neimke        | Östtyskland   | Li Meisu            | Kina            |
| 1992 | Svetlana Krivelyova  | Ryssland      | Huang Zhihong         | Kina          | Kathrin Neimke      | Tyskland        |
| 1996 | Astrid Kumbernuss    | Tyskland      | Sui Xinmei            | Kina          | Irina Khudoroshkina | Ryssland        |
| 2000 | Yanina Korolchik     | Vitryssland   | Larisa Peleshenko     | Ryssland      | Astrid Kumbernuss   | Tyskland        |
| 2004 | Yumileidi Cumba      | Kuba          | Nadine Kleinert       | Tyskland      | Svetlana Krivelyova | Ryssland        |

## Diskus
| År   | Guld                         | Guld            | Silver                  | Silver        | Brons                        | Brons         |
| 1928 | Halina Konpacka              | Polen           | Lillian Copeland        | USA           | Ruth Svedberg                | Sverige       |
| 1932 | Lillian Copeland             | USA             | Ruth Osburn             | USA           | Jadwiga Wajs                 | Polen         |
| 1936 | Gisela Mauermayer            | Tyskland        | Jadwiga Wajs            | Polen         | Paula Mollenhauer            | Tyskland      |
| 1948 | Micheline Ostermeyer         | Frankrike       | Edera Gentile           | Italien       | Jacqueline Mazéas            | Frankrike     |
| 1952 | Nina Romashkova              | Sovjetunionen   | Yelisaveta Bagriantseva | Sovjetunionen | Nina Dumbadze                | Sovjetunionen |
| 1956 | Olga Fikotová                | Tjeckoslovakien | Irina Begljakova        | Sovjetunionen | Nina Ponomaryova(Romashkova) | Sovjetunionen |
| 1960 | Nina Ponomaryova(Romashkova) | Sovjetunionen   | Tamara Press            | Sovjetunionen | Lia Manoliu                  | Rumänien      |
| 1964 | Tamara Press                 | Sovjetunionen   | Ingrid Lotz             | Tyskland      | Lia Manoliu                  | Rumänien      |
| 1968 | Lia Manoliu                  | Rumänien        | Liesel Westermann       | Västtyskland  | Jolán Kleiber-Kontsek        | Ungern        |
| 1972 | Faina Melnik                 | Sovjetunionen   | Argentina Menis         | Rumänien      | Vasilka Stoeva               | Bulgarien     |
| 1976 | Evelin Schlaak               | Östtyskland     | Maria Vergova           | Bulgarien     | Gabriele Hinzmann            | Östtyskland   |
| 1980 | Evelin Jahl                  | Östtyskland     | Maria Petkova           | Bulgarien     | Tatiana Lesovaja             | Sovjetunionen |
| 1984 | Ria Stalman                  | Nederländerna   | Leslie Deniz            | USA           | Florenţa Crăciunescu         | Rumänien      |
| 1988 | Marina Hellmann              | Östtyskland     | Diana Gansky            | Östtyskland   | Tsvetanka Khristova          | Bulgarien     |
| 1992 | Maritza Martén               | Kuba            | Tsvetanka Khristova     | Bulgarien     | Daniela Costian              | Rumänien      |
| 1996 | Ilke Wyludda                 | Tyskland        | Natalya Sadova          | Ryssland      | Ellina Zvereva               | Vitryssland   |
| 2000 | Ellina Zvereva               | Vitryssland     | Anastasia Kelesidou     | Grekland      | Irina Yatchenko              | Vitryssland   |
| 2004 | Natalya Sadova               | Ryssland        | Anastasia Kelesidou     | Grekland      | Irina Yatchenko              | Vitryssland   |

## Slägga
| År   | Guld               | Guld     | Silver         | Silver   | Brons            | Brons    |
| 2000 | Kamila Skolimowska | Polen    | Olga Kuzenkova | Ryssland | Kirsten Münchow  | Tyskland |
| 2004 | Olga Kuzenkova     | Ryssland | Yipsi Moreno   | Kuba     | Yunaika Crawford | Kuba     |

## Spjut
| År   | Guld                | Guld            | Silver             | Silver          | Brons              | Brons          |
| 1932 | Babe Didrikson      | USA             | Ellen Braumüller   | Tyskland        | Tilly Fleischer    | Tyskland       |
| 1936 | Tilly Fleischer     | Tyskland        | Luise Krüger       | Tyskland        | Maria Kwaśniewska  | Polen          |
| 1948 | Herma Bauma         | Österrike       | Kaisa Parviainen   | Finland         | Lily Carlstedt     | Danmark        |
| 1952 | Dana Zátopková      | Tjeckoslovakien | Alexandra Tjudina  | Sovjetunionen   | Jelena Gortjakova  | Sovjetunionen  |
| 1956 | Inese Jaunzeme      | Sovjetunionen   | Marlene Ahrens     | Chile           | Nadezjda Konjajeva | Sovjetunionen  |
| 1960 | Elvira Ozolina      | Sovjetunionen   | Dana Zátopková     | Tjeckoslovakien | Birute Kalediene   | Sovjetunionen  |
| 1964 | Mihaela Peneș       | Rumänien        | Márta Rudas        | Ungern          | Jelena Gortjakova  | Sovjetunionen  |
| 1968 | Angéla Németh       | Ungern          | Mihaela Peneș      | Rumänien        | Eva Janko          | Österrike      |
| 1972 | Ruth Fuchs          | Östtyskland     | Jacqueline Todten  | Östtyskland     | Kate Schmidt       | USA            |
| 1976 | Ruth Fuchs          | Östtyskland     | Marion Becker      | Västtyskland    | Kate Schmidt       | USA            |
| 1980 | María Caridad Colón | Kuba            | Saida Gunba        | Sovjetunionen   | Ute Hommola        | Östtyskland    |
| 1984 | Tessa Sanderson     | Storbritannien  | Tiina Lillak       | Finland         | Fatima Whitbread   | Storbritannien |
| 1988 | Petra Felke         | Östtyskland     | Fatima Whitbread   | Storbritannien  | Beate Koch         | Östtyskland    |
| 1992 | Silke Renk          | Tyskland        | Natalja Sjikolenko | OSS             | Karen Forkel       | Tyskland       |
| 1996 | Heli Rantanen       | Finland         | Louise McPaul      | Australien      | Trine Hattestad    | Norge          |
| 2000 | Trine Hattestad     | Norge           | Mirella Tzelili    | Grekland        | Osleidys Menéndez  | Kuba           |
| 2004 | Osleidys Menendez   | Kuba            | Steffi Nerius      | Tyskland        | Mirela Manjani     | Grekland       |